# موسوعة المتشكك بالعلم الزائف
موسوعة المتشكك في العلوم الزائفة (بالإنكليزية: The Skeptic Encyclopedia of Pseudoscience) هي عبارة عن مجموعة من المقالات التي تناقش النتائج العلمية لجمعية المتشككين في في المزاعم الشعبية المزعومة والخارقة للطبيعة. وقد تم تسميته «مجموعة مكونة من مجلدين بموقف». قام المحر، مايكل شيرمر، مدير جمعية المتشكك، بجمع المقالات المنشورة في الأصل في مجلة <i id="mwCw">المتشكك</i> مع بعض <i id="mwCw">النظرات</i> النظرية والوثائق التاريخية لإنشاء هذه الموسوعة المكونة من مجلدين. بات لينس مدرج كمحرر مساهم. تم نشره بواسطة آي بي سي كليو في عام 2002.
الموسوعة لديها خمسة أقسام. يتكون المجلد الأول من كتابات مرتبة أبجديا حول النظرة العلمية للمفاهيم العلمية الزائفة مثل «مثلث برمودا والتغطي، وكفن تورينو وفنغ شوي، والروحانية والإيقاعات الحيوية، وتأثير الدواء الوهمي ودراسة الخط، والاختلالات الغريبة والأجسام الغريبة، ودوائر المحاصيل والغابات علم التنجيم»،  يليه قسم من التحقيقات والمناقشات. يستكشف المجلد الثاني مثل هذه الموضوعات بمزيد من العمق مع أقسام تحتوي على دراسات حالة، مقالات «مع أو ضد»، ووثائق تاريخية. اُنْتُقِد هذا القسم الأخير لأنه يحتوي على خمس وثائق فقط.

## روابط خارجية
- "دليل منشورات أي بي سي - كليو". أي بي سي - كليو. مؤرشف من الأصل في 2008-12-26. "دليل منشورات أي بي سي - كليو". آي بي سي كليو. مؤرشف من الأصل في 2008-12-26. وصف الناشر للكتاب
- موسوعة المتشككين في العلوم الزائفة  صفحة كتب غوغل